# Palacio Rinaldi
Palacio Rinaldi – budynek położony w dzielnicy Centro miasta Montevideo, stolicy Urugwaju.

## Opis
Budynek położony na Plaza Independecia (pol. Plac Niepodległości), naprzeciwko Palacio Salvo przy ulicy Avenida 18 de Julio 839-841, która na placu ma swój początek i prowadzi stąd w kierunku wschodnim. Wybudowany w stylu art déco, jest dziełem architektów: Albérico Isola i Guillermo Armas. 10-piętrowy, 30 metrowy budynek, wykorzystywany jest obecnie do celów mieszkalnych i komercyjnych.
Od 1997 roku wpisany jest na listę obiektów chronionych Bien de Interés Municipal, zawierającą dobra kulturalne o dużym znaczeniu społecznym.